# Psammphiletria delicata
Psammphiletria delicata es una especie de pez de la familia Amphiliidae en el orden de los Siluriformes.

## Morfología
Los machos pueden llegar alcanzar los 2,1 cm de longitud total.
- Número de vértebras: 33.[1]

## Hábitat
Es un pez de agua dulce y de clima tropical.

## Distribución geográfica
Se encuentran en África: Pool Malebo.